# Charinus
Charinus är ett släkte av spindeldjur. Charinus ingår i familjen Charinidae.

## Dottertaxa tillCharinus, i alfabetisk ordning[1]
- Charinus abbatei
- Charinus acaraje
- Charinus acosta
- Charinus africanus
- Charinus asturias
- Charinus australianus
- Charinus bengalensis
- Charinus bordoni
- Charinus brasilianus
- Charinus camachoi
- Charinus caribensis
- Charinus centralis
- Charinus cubensis
- Charinus decu
- Charinus dhofarensis
- Charinus dominicanus
- Charinus eleonorae
- Charinus fagei
- Charinus gertschi
- Charinus insularis
- Charinus ioanniticus
- Charinus koepckei
- Charinus madagascariensis
- Charinus milloti
- Charinus montanus
- Charinus muchmorei
- Charinus mysticus
- Charinus neocaledonicus
- Charinus pakistanus
- Charinus papuanus
- Charinus pardillalensis
- Charinus pecki
- Charinus pescotti
- Charinus platnicki
- Charinus quinteroi
- Charinus schirchii
- Charinus seychellarum
- Charinus socotranus
- Charinus stygochthobius
- Charinus tomasmicheli
- Charinus troglobius
- Charinus tronchonii
- Charinus wanlessi